# Guglielmo Manzi
Guglielmo Manzi (Civitavecchia, 25 agosto 1784 – Roma, 21 febbraio 1821) è stato un letterato italiano.
Bibliotecario della biblioteca Barberiniana di Roma, pubblicò nel 1819 i Dialoghi di Luciano di Samosata e successivamente il Trattato della pittura di Leonardo da Vinci.
Essendo quest'edizione scadente, si attirò le critiche di personaggi come Pietro Giordani, Vincenzo Monti e perfino Giacomo Leopardi.